# Projekt 21820
Projekt 21820, mit dem Decknamen „Dyugon“ (russisch „Дюгонь“ für das gleichnamige „Seeschwein“), ist eine Klasse von schnellen Landungsbooten. Fünf Boote wurden von der Russischen Föderation in Dienst gestellt, weitere sind im Bau.

## Aufbau

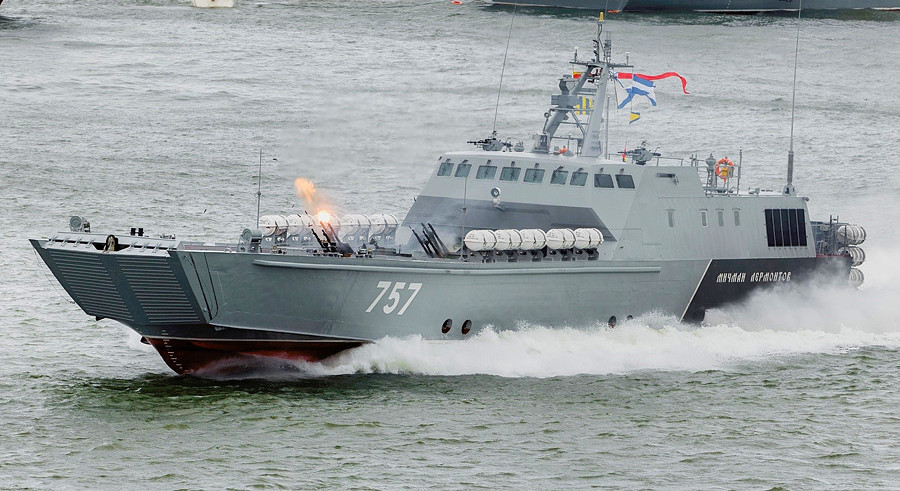
Projekt 21820 in voller Fahrt mit schießender Flugabwehr als Zuladung

Projekt 21820 besteht aus einem 27 m × 6,8 m × 2 m großen, nach oben offenen Transportdeck, das über eine Rampe am Bug betreten oder verlassen werden kann. Dahinter befindet sich ein breiter Brückenaufbau mit Steuerstand und darunter der Maschinenraum mit zwei Dieselmotoren. Die Bewaffnung besteht aus zwei 14,5-mm-KPTW, je eines an Back- und Steuerbord auf dem Dach der Brücke.

## Ladung
Jedes Boot kann 140 Tonnen Ladung oder bis zu drei Kampfpanzer vom Typ T-72, oder fünf BTR-80-Schützenpanzer, oder eines dieser Kampffahrzeuge plus 90 voll ausgerüstete Marineinfanteristen transportieren.

## Maschinenanlage
Der Antrieb erfolgt bei Projekt 21820 über zwei M507A-2D-Schiffsdiesel, die zwei Impeller antreiben, welche die Boote auf über 40 Knoten beschleunigen können.

## Einheiten
Fünf Fahrzeuge des Projekts 21820 wurden bis 2015 auf drei verschiedenen Werften gebaut, sechs weitere waren zu dem Zeitpunkt noch im Bau oder geplant. Die Boote tragen die Namen von Kriegshelden des zaristischen Russlands.